# Débourbage
Le débourbage est la clarification d'un moût (le jus de raisin) avant sa fermentation, par élimination des bourbes (les résidus végétaux solides produits par le pressurage du raisin). C'est une étape dans l’élaboration des vins blancs et rosés. Elle est effectuée sur le moût, obtenu par saignée (récupération rapide du jus écoulé dès l’encuvage des raisins rouges : opération d'égouttage) ou pressurage direct, et a pour objectif d'éliminer les particules grossières présentes dans le jus. L'efficacité d'un débourbage est évaluée par mesure de la turbidité, et de la distribution de granulométrie des particules (matières en suspension).

## Objectifs
Le niveau de débourbage recherché se situe entre 50 et 200 NTU :
- En dessous les risques de fermentation alcoolique difficile augmentent. Un moût trop clair, trop débourbé, ne comporte pas assez de nutriments et de support pour une bonne viabilité des levures. Il y a un risque d'arrêt ultérieur de fermentation.
- Au-dessus la clarification peut être insuffisante pour atteindre les objectifs de finesse aromatique du vin.

Cette étape est importante si on veut obtenir un vin fruité et d’une bonne netteté aromatique, en évitant le risque d'apparition d'odeurs végétales, terreuses, grossières ou soufrées (odeur/goût de bourbes, H2S, caoutchouc brûlé, chou bouilli, etc.).
Il existe cependant des producteurs qui ne débourbent pas leurs moûts, parfois avec succès.

## Techniques utilisées

Débourbage statique par sédimentation au froid.
A : Moût trouble,
B : Moût en cours de débourbage,
C : Moût débourbé
- 1 : Jus clair
- 2 : Bourbes fines (flocons pectiques)
- 3 : Bourbes épaisses

Plusieurs techniques de débourbage sont couramment utilisées. On différencie généralement les techniques de débourbage statiques telles que la décantation/sédimentation et les techniques de débourbage dynamiques ou mécaniques.

### Statique
La technique de débourbage la plus simple consiste en une décantation statique des jus, le plus souvent après un enzymage pour hydrolyser les composés pectiques qui maintiennent une trop grande viscosité des jus et empêchent la clarification spontanée. Les enzymes sont par contre inefficaces à température trop basse (inférieure à 5 °C).
La température des jus lors du débourbage est également déterminante. Une température fraîche (aux environs de 10 °C) facilite la sédimentation des bourbes et réduit les risques de développement de contaminants qui peuvent enclencher spontanément une fermentation alcoolique encore indésirable à ce stade. De même, le sulfitage (SO2) et l’hygiène participent à la maîtrise des contaminants éventuels.
Il est suivi d'un soutirage pour séparer la phase clarifiée de la phase trouble.

### Dynamique
On peut citer dans les techniques de débourbage dynamiques : la centrifugation, la flottation, et la filtration.

#### Centrifugation
La centrifugation s'avère parfois insuffisante pour obtenir des niveaux de turbidité très faible. Bien que la turbidité des jus qui en sont issus soit élevée, le taux de matières en suspension est peu élevé, et les particules sont de petites tailles. Elle peut être couplée à la flottation.

#### Flottation
La flottation consiste à entraîner les particules vers le haut à l'aide d'un gaz, le plus souvent après une opération de collage à la gélatine. Les particules fines sont plus facilement entraînées vers le haut par les bulles, car elles sont plus légères. En revanche, les grosses particules (formées par exemple d'agglomérats) et les parties solides (pépins, baies) ne peuvent être éliminées par cette méthode. Il en résulte une turbidité qui peut être élevée, mais seulement dus à un petit nombre de particules de grand diamètre.
Elle rencontre du succès dans les chaines de thermo-vinification ou de flash-détente fermentées en phase liquide, du fait des grands volumes pouvant être traités rapidement, et des caractéristiques des moûts obtenus.
Elle ne génère pas de résidus autres que les bourbes, mais le protocole doit être rigoureusement respecté (enzymage, température et temps de flottation, etc.)

Débourbage du moût par flottation.

#### Filtration

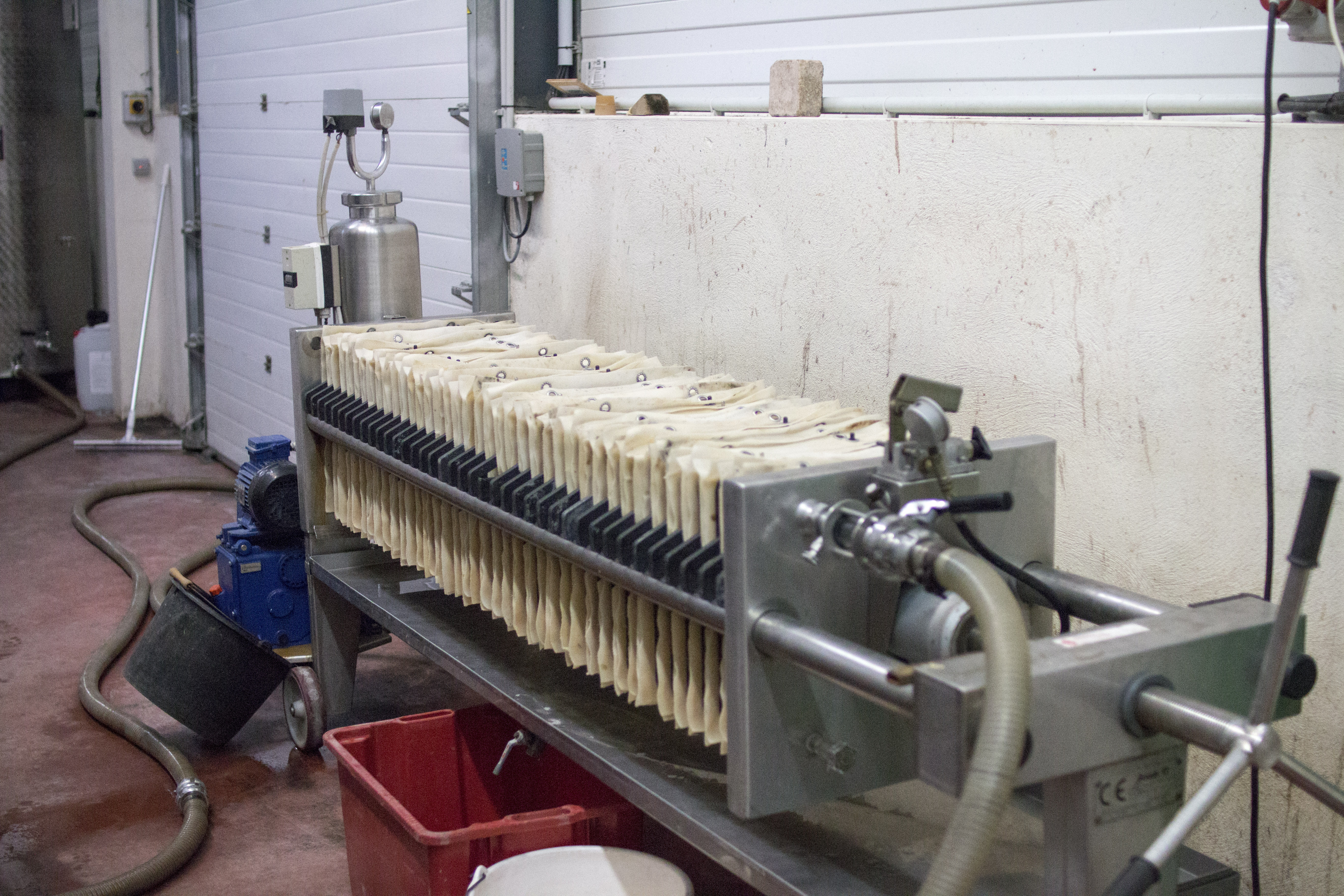
Filtre-presse.

La filtration se réalise sur filtre rotatif sous vide qui nécessite des volumes plus importants, ou sur filtre presse qui peut facilement traiter de petits volumes.
- Filtration sur filtre presse : Elle est généralement réservée aux bourbes, résidu obtenu en fond de cuve après débourbage statique.
- Filtration sur filtre rotatif sous-vide, nécessite des quantités de terre de filtration importante et conduit à une forte dissolution d’oxygène, mais donne de bons résultats également sur moût.